# Ciperocloia
Ciperocloia (Cyperochloeae) era anteriorment una tribu de la subfamília de les Arundinoides, família de les poàcies, ordre Poales, subclasse de les commelínides, classe de les liliòpsides, divisió dels magnoliofitins.
Comprenia el gènere Cyperochloa, classificat actualment dins de la subfamília Centothecoideae.